# ساموراي جاك
ساموراي جاك (بالإنجليزية: Samurai Jack) مسلسل كرتوني من إنتاج كرتون نتورك الحائز على جائزة إيمي الأمريكية لأربع مرات على التوالي، ويعد جاك الشخصية الرئيسية، أنشأها جيندي تراتوفسكي التي بثت على كرتون نتورك من عام 2001 حتى عام 2004. تجدر الإشارة إلى أن الكرتون دقيق التفاصيل، خالي من الخطوط العريضة، إخفاء الشخصيات القائمة على الرسوم المتحركة، وكذلك لأسلوبه السينمائي وسرعته. أُنتِج ليُعرض على سكان أمريكا عبر شبكة الإنترنت  تونامي جت ستريم العرض والإنتاج توقف في عام 2004، لكنه لم يلغ رسميا. في المقابل، أعلن تارتاكوفسكي أنه قد خطط لإخراج فيلم مسرحي، ولكن لم يعلن ما إذا كان هذا سيتم من أجل إلغاء هذه الحلقات.

## عودة السلسلة
اعلنت شبكة ادولت سويم التلفزيونية الأمريكية أن موعد صدور الموسم الخامس والأخير سيكون في 11 مارس 2017، أحداث الموسم الخامس تجري بعد مرور خمسين سنة على أحداث الموسم الرابع وجاك الآن في نهاية رحلته للقضاء على اكو بعد أن أنهك من الفشل في ذلك وأصبح يشعر بالضياع لذا فإن هذا الموسم وعلى حسب ذكر المؤلف سيكون بمثابة رحلة جاك للبحث عن نفسه، المسلسل سيكون من تأليف واخراج جيندي تراتوفسكي وإنتاج استوديوهات كارتون نتورك، ومن الجدير بالذكر أن هذا الموسم سيكون تصنيفه العمري TV-14 (للمراهقين فوق الرابعة عشر) لاحتوائه على العديد من المشاهد العنيفة والمظلمة لذا فهو يعرض على قناة ادولت سويم وهي الفقرة الليلية لقناة كارتون نتورك.

## الخلفية التاريخية

### التطوير
ساموراي جاك تم إنشاؤها بواسطة جيندي تراتوفسكي لكرتون نتورك. ومتابعة لسلسلة ناجحة للغاية له مختبر دكستر ، اراد تراتوفسكي إنشاء سلسلة سينمائية التي يتم في نطاقها، إنشاء عمل متحد، من الدعابة والنكتة والمكائد الفنية المعقدة". ساموراي جاك بدأ بثة في 10 أغسطس 2001 واستمرت لخمس مواسم.

### حبكة الرواية
هذا الاقتباس تبدأ به كل حلقة من ساموراي جاك، الذي يحكي قصة الأمير الشاب (جاك) من اليابان الإقطاعية التي تدمرت إمبراطورية والده على يد أكو الشرير. الطفل جاك هرب من الدمار، وسافر في العالم لتدريب عقله وجسده لسنوات حتى بلوغه سن الرشد، وأصبح الساموراي الأسطوري. ثم، مع سيف والده السحري كاتانا، تحدى أكو إلى مبارزة ليهزم الشرير. ومع ذلك، قبل أن يتمكن جاك من ضربة الضربة القاتلة قام أكو بإنشاء بوابة الزمن ويرسل خصمه في المستقبل البعيد، وتوقع أنه سيكون قادرا على حشد قوة كافية للتعامل مع الساموراي في وقت لاحق. بطل الرواية يصل الي ارض الاعداء، والأرض المستقبلية يحكمها أكو ويسكنها مع رجاله الروبوت وعدد كبير من الأجناس المهاجرة الغريبة من الفضاء المختلف. أول الناس الذين قابلهم في المستقبل اطلقوا علية اسم «جاك» كشكل من أشكال اللغة العامية، والذي اعتمد علية كاسمه ان الاسم الحقيقي لة لم يذكر أبدا في هذه السلسلة.
في الحلقات جاك يحاول البحث عن طريقة للسفر إلى وقته الخاص، حيث يأمل في وقف اكو قبل أن تكون الأحداث في الماضي. ويصور الكارتون جاك وهو يسعي لإيجاد بوابة الزمن، في حين يواجة باستمرار العقبات التي وضعها أكو في معركة كلاسيكية من الخير ضد الشر. عادة في كل مرة جاك يعتقد انه وصل إلى نهاية بحثه، تتسبب لة الالة الية الخروج السابقة تسبب له بشكل درامى كبير تفويت فرصته في الخروج. في محاولة واحدة جاك يكتشف مكان مدخل مستقر ودائم إلى الماضي، ولكن حارس البوابة هزمة بسهولة وكان على وشك أن يسحقة وعند بدء تشغيل بوابة اخذت تومض وتتوهج، ويبدو أن أعطي رسالة الي الحارس، وللحارس طيور عملاقة اخذت جاك اللاواعي بعيدا. بعد مغادرة جاك، قرر مجلس الحراس أن الوقت لم يحن بعد بالنسبة له للعودة إلى الماضي، وصورة لما يبدو أن جاك كبير السن ومن ثم ينظر في موقع البوابة، ويبدو أن هذا يشير إلى أن جاك مقدر له النجاح، لكن الامر سيستغرق سنوات عديدة بالنسبة له للقيام بذلك.

### وصف المكان
ساموراي جاك احداثة تدور في عالم من العلم والتكنولوجيا تطورت إلى ما هو أبعد مما لدينا اليوم، ويشبه السحر من تلقاء نفسه. ولكن، على الرغم من التقدم العلمي، فالمستقبل بالتأكيد بائس—في حلقة واحدة المافيا قد استفادت كثيرا من بيع المياه بسيطة. مخلوقات فضائية، صيادين المكافئات، والروبوتات وفيرة، ودائما على استعداد للقتال. فوق كل هذا يقف أكو، وهو ما يتضح في شكل معظم المباني في المناطق الحضرية التي يشابه شكل رأسه.
القصص تجري في مجموعة متنوعة من المواقع. تتراوح بين البرية الجميلة والمستقبل، أو حتى المدن المدمرة، في تناقض صارخ يمكن أن يكون صارم للغاية. بغض النظر عن الإعداد، في أضيق الحدود البسيطة تم توظيف نمط الفن يشبه لوحات أوكييو-إه

## الشخصيات

### ساموراي جاك
ساموراي جاك الشخصية الذي قام بتأدية صوتها فيل لامار هو ابن امبراطور اليابان الذي كان يحكم المنطقة التي ظهر فيها أكو على الأرض، ونفي بواسطة اكو إلى المستقبل من خلال معركتهم الأولى، حيث كان يتم بثها في كل حلقة للبحث عن طريق العودة. ولد في اليوم الذي هزم والده أكو ويبدو أنه الوحيد (بغض النظر عن والده) ليكون منافس لاكو.
وهو صبي، بعداعتقال والده من قبل أكو، جاك سافر في جميع أنحاء العالم للإعداد جسديا وذهنيا لمواجهته مع اكو. درس في إطار مختلف من العلماء، مثل المفكرين المصريين، وحاول الاستفادة من كل فنون القتال من الثقافات التي قابلها، والتدريب، مع المحاربين الأفريقيين، البحارة فايكنغ، روبن هود، المحاربين المنغولية، الرهبان شاولين، المتنافسين الأولمبيين اليونانية، القوزاق الروس، وعدة أشخاص آخرين.
في وقت لاحق، بعد طرده في المستقبل، تعلم القدرة على القفز لمئات الامتار في الهواء من خلال نوع من الغوريلا الزرقاء ورجل الغابة، مما يتيح له الوصول إلى مناطق شاسعة لا يمكن ان يصل لها في السابق في الوقت ذاته يعطي انطباعا انه يمكن أن يطير. سيف جاك السحرى اقامها الآلهة أودين، رع، وفيشنو خلال ثلاثة من الآلهة المميتة.السيف كانت مزودة بالطاقة الصالحة وكان لوالد جاك، فهو غير قادر على ضرر الكائنات الغير شريرة، وكما رأينا في إحدى الحلقات حيث أكو يسرق السيف وحاول اغتيال جاك بها، ولكنة فشل حتى في جرحة.
جاك المعارض بشدة لخصائص البطل الرواقي. فهو بشكل ثابت مهذبا ومتواضعا على الرغم من العادات الغريبة تماما في عالم المستقبل وأبدا لم يستهزئ أو يسخر من عادات الشعب الذي يواجه (علي الرغم من طريقة معاملتهم الكريهة له كما تبدو له في بعض الأحيان). على الرغم من الوضع ميؤوس منه تقريبا، فهو لا يندب مصيره، علي العكس اظهر ايمان قوي وحب للقدر. جاك باستمرار يظهر قوته المعنوية من خلال مساعدة الفقراء والعزل على طول الطريق، في إحدى المرات ساعد الكلاب التي عملت لاكو، ومرة آخرى أطلق ارواح عائلة في قصر مسكون. أحيانا، يواجه الألم الجسدي الكبير، أو أن ينسى أهدافه الخاصة من أجل مساعدة شخص في حاجة إليها.
في الحلقة الأولى، لم يذكر اسمه أبدا. ومع ذلك في الحلقة الثانية، بدأ باستخدام اسم جاك عندما قام ثلاثة مخلوقات فضائية في سن المراهقة، بمشاهدته على قيد الحياة بعد أن سقط وقفز على السيارات، واشاروا إليه جاك كالثناء عليه عندما هبط في هذه الحالة، وهو مصطلح عام، على غرار «المتأنق» أو «الرجل». في وقت لاحق، عندما طلب منه تعريف نفسه، فأجاب: «لقد اطلقوا علي اسم جاك». اسمه الحقيقي لم يتم كشف النقاب عليه.
في مرحلة ما في المستقبل بعد 50 عاما جاك يفقد سيفه لأنه يصبح أكثر سوادا وبدل ذلك يستعمل اسلحة نارية ودراجة نارية عوضا عن سيفه وسيملك لحيتا رجولية.

### أكو
أكو (التي عبر عنه صوت ماكو إيواماتسو) وهو العدو الرئيسي لساموراي جاك. اسمه يعني «الشر» أو «كابوس» باللغة اليابانية. وهو مماثل ل اكوما Akuma، شيطان الشر مع العيون الحارقة من الأساطير اليابانية (التي قد تكون أيضا مصدر آخر لاسمه). هو شيطان أساسي وعندة قدرات سحرية للعلاج هو مثل إله الشر اماتسو- ميكابوشى، كما أنه يمتلك العديد من القوى الأخرى. انه لا يحتاج الغذاء، الماء أو الهواء، وقادر على السفر بين النجوم. كما أنه لديه القدرة على التجسس على جاك وغيره ومن خلال عين كبيرة يستطيع ان يفرض ارادتة علي الكل وهو في البرج. وفي جانب كبير من هذه السلسلة يوضح أن أكو خالد، وسيف الساموراي جاك هو السلاح الوحيد القادر على إلحاق الأذى وأخيرا هزيمتة، حتى ادنى اتصال جسدي مع شفرة السيف تسبب لأكوالألم الشديد، والجراح التي سببها تستغرق وقتا أطول للشفاء. وبسبب هذا، أكو لا يحب محاربة جاك بفسه (فقط يقوم بذلك عندما يكون جاك عاجزا أو من دون السيف)، مفضلا أن يترك أتباعه يقومون بذلك أكو أيضا قادر على القيام بهجمات سحرية بأشكال أخرى وبدرجات متفاوتة (مثل القوى والتحف من الآلهة).
أكو يعادى جاك باستمرار، وغالبا ما يهاجمة عندما يعرف أنه ضعيف، وأحيانا أخرى يقوم بالدفاع عن نفسه من مناورات جاك الخاصة. ويبدو أن الاثنين محكوم عليهم بهزيمة بعضهما البعض، على الرغم من تفوق جاك علي أكو في مناسبات عديدة، أكو يتحول إلى مخلوق صغير ويهرب، وعادة ما يدعو إلى التهكم على كتفه بينما كان يفر، وهذه حقيقة انه هو نفسه يدرك خوفة من جاك وهذا ظهر في إحدى الحلقات.
الحلقة ميلادالشر تكشف أكو في الأصل. منذ زمن بعيد في اتساع الفضاء، وهذا المنكر العظيم يظهر قبل الظلام يمكن أن تسيء إلى الكون، وكان من المقرر أن عليها ملوك الأديان الثلاثة: أودين، والأعور ملك أسكارد والآلهة الإسكندنافية؛ ورع إله الشمس وملك الآلهة في مصر؛ وفيشنو في الاساطير الهندوسية. كان هجومهم عنيفأعلى الظل، لدرجة أنها دمرت تماما، فيما عدا جزء صغير طرح جانبا في خضم المعركة. من قديم الازل انجرفت شظية من خلال الكون وأخيرا سقطت على الأرض، وتسبب هذا الحدث في القضاء على الديناصورات عندما سقطت. الأراضي المحيطة بموقعها تشكلت في نهاية المطاف إلى جزر اليابان، حيث نمت ببطء وانتشرت مثل السم على مر الدهور، تخلق الغابات السوداءالآخذة في الانتشار التي التهمت كل الذين دخلوا. في نهاية المطاف نمت الغابات بنسبة كبيرة بحيث أن [كبير اللأرض (والد جاك)، قرر أن يقتل الشر في مهده. مسلح مع السحر النفط الممنوحة له من قبل الرهبان البوذيين، ركب المالك (والد جاك) والفرسان الي قلب الغابات، المالك فقط ظل علي قيد الحياة مرة في البحيرة السوداء في مركز للغابات، رب السامرائي وجة سهم في النفط وأشعلها بلهب اخضر، وأطلقها في البحيرة. بدلا من تدمير الشر، فإن السهم السحرى أعطى كل من الإرادة والوعي، وبالتالي فإن أكو الشرير ولد ثبت أن أكو غير قابل للإيقاف، ولذلك بمساعدة الآلهة ثلاثة، والد جاك اعد سيفا قادرة على الحاق الاذى به. بة، كان قادرا على هزيمة أكو وعلى تحويل الشيطان لشجرة سوداء. هذا السجن استغرق أقل من عقد من الزمان، ومع كسوف الشمس أكو أطلق سراحة على العالم مرة أخرى. لكنه يظهر أيضا في حلقة أكو والحكايات الخرافية انه لا يمكن ان يضر الأطفال.
في حين انه عادة ما يظهرعلى انة عدو خطير ويهددالعالم (فضلا عن كونه الشر المحض)، أكو أيضا مصدر للكوميديا نظرا لتصميمه، وأحيانا سلوك الرجل الحكيم، بدعم من ماكو فهو أعلى صوت يمثل.

### الشخصيات الثانوية
عندما يصل جاك الي المستقبل يجد أن أكو قد غزا العالم وفرض القواعد علي الجماهير بقبضة من حديد. جاك يرى أنه لا يزال هناك محاربين في هذا العصر، وأحيانا يجتمع مع وأولئك الذين يقاتلون من أجل الوقوف ضد جانب الخير. عالم ساموراي جاك يتم ملؤها من قبل شخصيات متنوعة يلتقي بهم في حلقات المسلسل وغالبا ما تظهر لحلقة واحدة باستثناءاثنين فقط من الشخصيات البارزة. 
الإسكتلندي : فقط المعروفة باسم «الإسكتلندي» (التي عبر عنها صوت جون ديماغيو)، هو واحد من الشخصيتين التي تظهر في ثلاث حلقات -- «جاك والإسكتلندي»، «جاك والإسكتلندي 2» و«الإسكتلندي ينقذ جاك»(وهي حلقة من جزئين). عندما التقي بجاك لأول مرة («جاك والإسكتلندي»)، كان يسخر من جاك، يشتمونه الشتائم (مثل وصفه بانه «جبان في ثوب النوم»). حتى انه سخر من سيف جاك، واصفا اياه بانه سكين الزبد، ولكن جاك اثار اعجابة بحلول نهاية الحلقة. حتى انه جعل جاك يساعدة في انقاذ، زوجتة الجميلة من الشيطان (و هذا من وجهة نظر الإسكتلندي، ومن سخرية القدر، انها أكبر حجما وأكثر رعبا من الإسكتلندي نفسه، وأقوى من جاك والإسكتلندي معا) عندما يجتمع معه في الحانة، حيث يسأل (كلا من الجمهور وجاك) «تذكروني؟». الإسكتلندي حتى ينقذ جاك عندما يفقد جاك ذاكرته بسبب صفارات الإنذار (الأغاني التي ليس لها أي أثر على الإسكتلندي، وهو يقارن الغناء إلى «شخص داس على الكثير من' القطط»). وتشمل السمات البارزة له ساقيه، واحدة منها طبيعية (وإن كانت صغيرة على نحو غير متناسب مع حجمة)، والأخرى التي هي على شكل مدفع رشاش، يستخدمها في القتال جنبا إلى جنب مع العديد من المتفجرات الموجودة في تنورتة. كما أنه يحمل درع على ظهره، ويستخدم سيف طولة ستة اقداممصنوع من مادة قوية من السلتيك مما يجعلها غير قابلة للكسر حتى ضد شفرة جاك، ومهاراته مع السيف تساوي مواهب جاك المتعددة. كما أنه يتمتع بالقوة الخارقة، يتضح هذا عندما يتمكن من رمي دبابة بأكملها بسهولة. يبدو هذا كسمة جينية، كما سائر أعضاء أسرته في القوة والشكل، كالإسكتلندي نفسه، (حتى أنهم لديهم نفس الساقين الصغيرة بشكل غير متناسب).
الإسكتلندي يمثل احباط لجاك، لأنه مطابق تماما لة في القتال ومهارات البقاء على قيد الحياة، ولكنه مختلف جدا في الشخصية، والأدب، ومعنى الشرف.

الإمبراطور:
الإمبراطور (التي عبر عنها صوت ساب شيمونو (كبير السن) و كيون يونغ (الشباب) يظهر في أربع حلقات «البداية»، «جاك يتذكر الماضي»، «عدوى أكو»، و«ميلادالشر». مثل ابنه، هو شجاع، متواضع، ومهذبا.

## الأصوات العربية

### نسخةمركز الزهرة
- مأمون الرفاعي - ملك أبو زيد
- عادل أبو حسون - وديمة أحمد
- أيمن السالك
- محمد خير أبو حسون -ملك أبو زيد
- منصور السلطي
- حسام الشاه
- محمد مصطفى
و
- يحيى الكفري
- فاطمة سعد
- آمنة عمر
- بثينة شيا
- فدوى سليمان

### نسخةإيمدج برودكشن هاوس
- جيل يوسف - ملك أبو زيد
- صبحي عيط - وديمة أحمد
- ناجي شامل
- طوني الأشقر
- شربل أيوب
- ريتشارد يني
- رالين داغر
- زينة ضاهر
- وليم ناصيف

## طاقم العمل

### نسخةمركز الزهرة
- الإعداد: منصور أحمد مقدار
- المراجعة: د. شفيق بيطار، عماد عكر
- التدقيق اللغوي: رمضان أيوب
- الترجمة: سناء عبد الله
- الصوت والمكساج: نديم سليمان
- المونتاج والتترات: رافع فتحي عطايا
- المعالجة الإلكترونية: بدر التخين، أحمد أحسان عطايا
- غناء الشارة: خالد عمران
- تسجيل الشارة: أبي سكر
- المتابعة المالية: محمد حسان مهنا، عبد القادر نبهان
- إدارة الإنتاج: رضوان حجازي
- إنتاج وتوزيع: YOUNG FUTURE ENTERTAINMENT (ماهر الحاج ويس)
- تنفيذ الدوبلاج: مركز الزهرة
Free Zone
Damascus
Tel:2126025
Fax:2134317
- الإشراف الفني: مروان فرحات

### نسخةإيمدج برودكشن هاوس
- ترجمة:
- ماري تيريز غياّ ، ماريا أسود
- تنفيذ:
- إبراهيم ماضي، ريما حدّاد
- إدارة الإنتاج:
- رالين داغر، ماري روز معوّض
- غرافيكس:
- شربل حرب، داني أبي راشد
- ميكساج:
- مارك ويلسون المرّ ، عز الدين محمد السعيدي
- إشراف عام:
- جورج أبو سلبي
- تمت الدبلجة في إستديوهات:
- إيمدج برودكشن هاوس

www.iphstudios.com
بيروت - لبنان

## التأثيرات